# Варламов, Леонид Васильевич
Леони́д Васи́льевич Варла́мов (30 июня [13 июля] 1907, Александрополь, Эриванская губерния, Российская империя — 3 сентября 1962, Москва, СССР) — советский режиссёр и сценарист документального кино. Заслуженный деятель искусств РСФСР (1950), лауреат пяти Сталинских премий (1942, 1943, 1947, 1949, 1951).

## Биография
Родился в Александрополь Эриванской губернии (ныне — Гюмри, Армения).
С 1929 года — монтажёр Московской фабрики «Совкино» и «Культурфильм». В 1931 году — уполномоченный правления «Союзкино». В том же году окончил режиссёрский факультет Государственного института кинематографии. В 1933—1934 годах заместитель начальника сектора продвижения фильмов «Союзкинохроники», затем режиссёр Киевской кинофабрики «Украинфильм». С 1935 года режиссёр киножурналов «Пионерия», «Союзкиножурнал», «Новостей сельского хозяйства» на Московской студии кинохроники.
В годы Великой Отечественной войны — режиссёр во фронтовых киногруппах Западного, 3-го Белорусского, Сталинградского и Северо-Кавказского фронтов, участвовал в создании фронтовых киновыпусков, а также целого ряда киножурналов: «На защиту родной Москвы», «Новости дня», «Советский спорт».
 В 1942 году совместно с Ильей Копалиным выпустил первый советский документальный полнометражный фильм о Великой Отечественной войне — «Разгром немецких войск под Москвой», получивший международное признание. Многие композиционные приёмы и стилистика фильма о битве за Москву нашли продолжение и в следующей работе — «Сталинград» о Сталинградской битве. Она снималась пятнадцатью фронтовыми кинооператорами группы кинохроники Сталинградского и Донского фронтов на протяжении полугода, последние съёмки были произведены в первых числах февраля 1943 года, а в следующем месяцы она вышла на экраны СССР и других стран мира.
Советские историки кино много лет спустя отмечали роль Варламова в фильмах, посвящённых Красной армии:

Мы привычно говорим о поразительном взлёте документального кинематографа в годы Великой Отечественной войны, а вклад Л. Варламова в успехи кинодокументалистов этих лет — один из самых весомых.
— «Летописцы нашего времени. Режиссёры документального кино», 1987
После окончания войны продолжил работать на ЦСДФ в качестве режиссёра документального кино. С 1960 года художественный руководитель первого производственно-творческого объединения (ПТО-1) студии.
Кандидат в члены ВКП(б) с 1951 года, со следующего года член КПСС. Член Союза кинематографистов СССР с 1957 года.

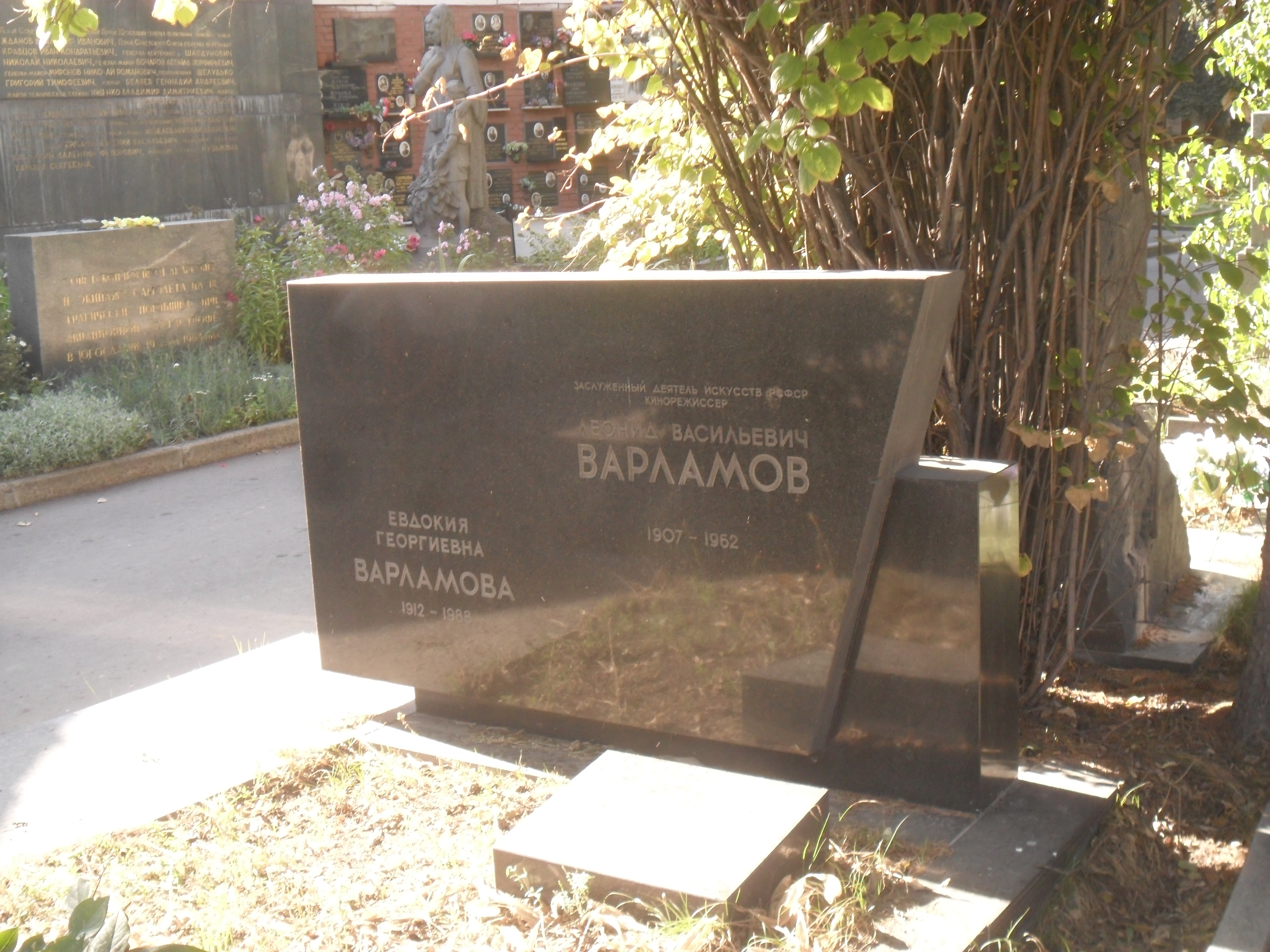
Могила Л. В. Варламова
на Новодевичьем кладбище

Скончался 3 сентября 1962 года. Похоронен в Москве на Новодевичьем кладбище (участок № 8).

### Семья
- брат — Дмитрий (Мито) Васильевич Варламов (1905—1968), режиссёр научно-популярного кино[2];
- жена — Евдокия Георгиевна Варламова (1912—1988)[2];

- дочь — Нина Леонидовна Варламова (1931-2017), была женой дирижёра Кирилла Кондрашина;
- сын — Борис Леонидович Варламов (род. 1937), хирург, эмигрировал в Канаду.

## Фильмография
- 1928 — Комсомолия (реж. и автор сценария)
- 1931 — Бой китов (реж. и автор сценария)
- 1935 — Приём знатных хлопкоробов в Кремле
- 1936 — X-й съезд ВЛКСМ (спецвыпуск) совместно с С. Бубриком, С. Гуровым)
- 1936 — Наш Серго (реж. и автор сценария)
- 1936—1937 — У Басков
- 1937 — Богатыри родины (совместно с Ф. Киселёвым)
- 1937 — Советская архитектура
- 1938 — Зимняя спартакиада
- 1938 — Лётчики (реж. и автор сценария)
- 1939 — Искусство башкирского народа
- 1939 — Могучий поток (совместно с Б. Небылицким)
- 1939 — Страна радости (совместно с Л. Исаакяном, Г. Баласаняном)
- 1940 — Арктический рейс
- 1940 — Линия Маннергейма (совместно с В. Беляевым, Н. Комаревцевым, В. Соловцовым)
- 1941 — XXIV-й Октябрь. Речь И. В. Сталина
- 1941 — За полный разгром немецких захватчиков
- 1941 — Прибытие в Москву генерала Сикорского
- 1942 — Разгром немецких войск под Москвой (совместно с И. Копалиным)
- 1943 — Кавказ (автор сценария, реж. совместно с Ш. Чагунавой)
- 1943 — Сталинград
- 1944 — Белград. Освобождение столицы Югославии
- 1944 — Освобождение Вильнюса (фронтовой выпуск № 4)
- 1944 — Победа на Юге / Битва на Юге
- 1944 — Сыны Югославии
- 1946 — Югославия
- 1948 — В советской зоне оккупации Германии
- 1948 — Польша
- 1948 — По почину москвичей
- 1950 — Победа китайского народа
- 1951 — Владимир Дуров
- 1951 — Китайский цирк
- 1951 — На арене цирка
- 1951 — На озере Рица
- 1951 — Пребывание индийской делегации киноработников в СССР
- 1952 — По Индии
- 1953 — Румынская Народная Республика
- 1954 — 30 дней в СССР
- 1954 — Выставка «Демократическая Германия» в Москве
- 1954 — Дружба народов
- 1955 — Миссия доброй воли
- 1955 — Пребывание министра иностранных дел Канады Лестера Б. Пирсона в СССР
- 1955 — Пребывание правительственной делегации ГДР в Москве
- 1955 — Премьер-министр Бирманского Союза У Ну в СССР (совместно с И. Венжер, И. Сеткиной)
- 1955 — Прибытие в Дели Н. Булганина и Н. Хрущёва
- 1956 — Дружба навечно (совместно с И. Венжер, И. Сеткиной)
- 1956 — Под куполом парашюта
- 1956 — Пребывание в СССР делегации Национального собрания Чехословацкой республики
- 1957 — Делегация Социалистической партии Японии в СССР
- 1957 — Сто дней в Бирме
- 1958 — С песней боевой
- 1959 — Город чудес
- 1959 — На волжских просторах
- 1959 — Солнце взошло над Янцзы (совместно с Шень-Жунем)
- 1960 — Вдохновенное искусство
- 1960 — Встречи в Америке
- 1960 — Конго в борьбе
- 1960 — К событиям в Конго
- 1960 — Порт-Саид
- 1960 — Праздник дружбы
- 1960 — Президент Финляндской республики в Москве
- 1960 — Процесс над Пауэрсом
- 1960 — Румынские артисты в Москве
- 1961 — Асуан — надежда Египта
- 1961 — Вечная слава героям
- 1961 — Исторический съезд открылся. Спецвыпуск
- 1961 — Порт-Саид
- 1961 — Суэцкий канал
- 1962 — Дар алжирским беженцам
- 1962 — Наша «Правда»
- 1962 — Посланцы братской Венгрии в СССР
- 1965 — Разгром немецко-фашистских войск под Москвой (новая редакция; совместно с В. Катаняном)

## Награды и премии
- Сталинская премия первой степени (1942) — за фильм «Разгром немецких войск под Москвой» (1942)[8];
- Сталинская премия первой степени (1943) — за фильм «Сталинград» (1943)[9];
- орден Отечественной войны II степени (29 марта 1943)[10];
- орден «Знак Почёта» (23 мая 1940)[11];
- медаль «За оборону Сталинграда»[12];
- медаль «За оборону Кавказа»[12];
- медаль «За оборону Москвы»[12];
- медаль «За победу над Германией в Великой Отечественной войне 1941—1945 гг.» (1945)[2];
- медаль «За доблестный труд в Великой Отечественной войне 1941-1945 гг.» (1945)[2];
- Сталинская премия второй степени (1947) — за фильм «Югославия» (1946);
- медаль «В память 800-летия Москвы» (1948)[2];
- Сталинская премия второй степени (1949) — за фильм «Польша» (1949);[13]
- заслуженный деятель искусств РСФСР (6 марта 1950)[7];
- Сталинская премия первой степени (1951) — за фильм «Победа китайского народа» (1950)[2];
- орден Звезды Народной Республики Румыния (1954)[2].

## Комментарии
1. ↑  Фильм в американской редакции под названием «Moscow Strikes Back» в 1942 году по мнению Сообщества кинокритиков Нью-Йорка стал победителем среди кинохроникальных лент о войне, решением Национального совета кинокритиков США — лучшим документальным фильмом года, а в 1943 году в этой же номинации удостоился премии «Оскар».